# Rebricea
Rebricea è un comune della Romania di 3 790 abitanti, ubicato nel distretto di Vaslui, nella regione storica della Moldavia. 
Il comune è formato dall'unione di 9 villaggi: Bolați, Crăciunești, Draxeni, Măcrești, Rateșu-Cuzei, Rebricea, Sasova, Tatomirești, Tufeștii de Jos.